# Tema de Sebaste
El tema de Sebaste (grec medieval: θέμα Σεβαστείας, Thema Sevastias) fou un tema de l'Imperi Romà d'Orient entre principis del segle x i la seva conquesta pels seljúcides a finals del segle xi. El tema, situat al nord-est de Capadòcia i l'Armènia Menor, s'articulava entorn de la ciutat de Sebaste (actualment Sivas), una regió que anteriorment havia format part del tema dels Armeníacs des de mitjans del segle vii. El tema és documentat per primera vegada al segle x. El 908 és esmentada com a clisura i tres anys després ja havia sigut elevada al rang de tema. Durant el seu període com a clisura, probablement estava subordinat al nou tema de Carsiànon.